# Frank Dancevic
Frank Russell Dancevic (* 26. září 1984, Niagara Falls, Kanada) je bývalý kanadský tenista.

## Finálové účasti na turnajích ATP (3)

### Dvouhra - prohry (2)
| Legenda                                                       |
| ATP International Series Gold / ATP World Tour 500 Series (0) |
| ATP International Series / ATP World Tour 250 Series (2)      |

| Č. | Datum             | Turnaj                         | Povrch | Vítěz            | Výsledek  |
| 1. | 29. červenec 2007 | Indianapolis, USA              | tvrdý  | Dmitrij Tursunov | 6-4, 7-5  |
| 2. | 20. červen 2009   | Eastbourne, Spojené království | tráva  | Dmitrij Tursunov | 6-3, 7-65 |

### Čtyřhra - prohry (1)
| Legenda                                                       |
| ATP International Series Gold / ATP World Tour 500 Series (1) |
| ATP International Series / ATP World Tour 250 Series (0)      |

| Č. | Datum         | Turnaj          | Povrch | Partner      | Vítězové                     | Výsledek |
| 1. | 7. říjen 2007 | Tokio, Japonsko | tvrdý  | Stephen Huss | Jordan Kerr Robert Lindstedt | 6-4, 6-4 |

## Davisův pohár
Frank Dancevic se zúčastnil 14 zápasů v Davisově poháru  za tým Kanady s bilancí 9-12 ve dvouhře a 2-0 ve čtyřhře.

## Postavení na žebříčku ATP na konci sezóny

### Dvouhra
| Rok    | 2000  | 2001    | 2002   | 2003   | 2004   | 2005   | 2006  | 2007  | 2008   |
| Pořadí | 1247. | ▲ 1223. | ▲ 432. | ▲ 207. | ▲ 164. | ▼ 188. | ▲ 87. | ▲ 73. | ▼ 139. |

### Čtyřhra
| Rok    | 2000  | 2001    | 2002   | 2003   | 2004   | 2005   | 2006   | 2007   | 2008   |
| Pořadí | 1204. | ▼ 1293. | ▲ 422. | ▲ 312. | ▼ 447. | ▲ 406. | ▼ 474. | ▲ 200. | ▼ 409. |